# Wildpoldsried
Wildpoldsried är en kommun och ort i Landkreis Oberallgäu i Regierungsbezirk Schwaben i förbundslandet Bayern i Tyskland.